# Holín (Bojanov)
Holín je malá vesnice a část městyse Bojanov v okrese Chrudim, na okraji Železných hor. Holín leží v katastrálním území Kovářov u Seče.

## Historie
První písemná zmínka o vesnici pochází z roku 1329.

## Doprava
Vesnička sousedí s Kovářovem, odkud do ní vede silnice II/340 ve směru od Chrudimi nebo v opačném směru od Seče.

## Pamětihodnosti
V jedné ze dvou ulic směrem do Nových Lhotic se po levé straně na soukromém pozemku u domu čp. 17 nachází socha Nejsvětější Trojice.